# Heinrich Zimmern
Friedrich David Heinrich Zimmern (* 14. Juli 1862 in Graben; † 17. Februar 1931 in Leipzig) war ein deutscher Altorientalist und Semitist und einer der Mitbegründer der Altorientalistik in Deutschland.

## Leben
Zimmern wuchs in der Nähe von Karlsruhe auf, besuchte dann jedoch in Saarbrücken die weiterführende Schule. Von 1881 bis 1883 studierte er Evangelische Theologie, insbesondere Altes Testament, an der Universität Leipzig bei Franz Delitzsch. Ab seinem zweiten Semester studierte er bei dessen Sohn Friedrich Delitzsch auch Assyriologie. 1883 studierte er ein Semester an der Universität Berlin bei Eberhard Schrader. Anschließend studierte er an der Universität Erlangen, wo er 1885 sein Theologiestudium mit dem kirchlichen Examen abschloss. 1885 wurde er in Leipzig mit einer Arbeit zu babylonischen Bußpsalmen zum Dr. phil. promoviert. 1885 begann er sein Vikariat in Auenheim bei Kehl, das er Mitte 1886 kurzzeitig unterbrach, um als Repetent an der theologischen Fakultät in Erlangen zu arbeiten. 1887 erhielt er eine Stelle an der Universitätsbibliothek Straßburg, wo er auch bei Theodor Nöldeke weiterstudierte. 1889 habilitierte er sich an der Universität Königsberg für semitische Sprachen mit einer Arbeit zur Nominalbildung im Assyrischen.
Ab 1890 wirkte Zimmern als Privatdozent an der Universität Halle, ab 1894 als außerordentlicher Professor für Assyriologie am altorientalischen Institut der Universität Leipzig in Nachfolge von Friedrich Delitzsch. 1899 wurde er an der Universität Breslau, erneut als Nachfolger von Delitzsch, planmäßiger außerordentlicher Professor für Semitische Sprachen, bevor er im Jahr 1900 ordentlicher Professor für Orientalische Sprachen an der Universität Leipzig wurde. Hier begründete als solcher das Leipziger Semitistische Institut. 1929 wurde er emeritiert. Seit 1900 war er ordentliches Mitglied der Sächsischen Akademie der Wissenschaften. 1918 wurde er zum korrespondierenden Mitglied der Göttinger Akademie der Wissenschaften gewählt.
Heinrich Zimmern war der erste deutsche Altorientalist, der seinen Studenten eine Einführung in das Hethitische anbot – schon kurz nach der Entzifferung durch Bedřich Hrozný. Daneben förderte er besonders den späteren Hethitologen Johannes Friedrich und arbeitete mit Emil Forrer zusammen.

## Veröffentlichungen (Auswahl)
- Babylonische Busspsalmen (= Assyrische Bibliothek. Band 6). Hinrichs, Leipzig 1885.
- Beiträge zur Kenntnis der babylonischen Religion. Hinrichs, Leipzig 1896–1901.
- Vergleichende Grammatik der semitischen Sprachen. Reuther und Reichard, Berlin 1898.
- Biblische und Babylonische Urgeschichte. Hinrichs, Leipzig 1901 (Der Alte Orient, 2. Jahrgang, Heft 3)
- Babylonische Hymnen und Gebete in Auswahl. Hinrichs, Leipzig 1905. (Der Alte Orient, 7. Jahrgang, Heft 3)
- Babylonische Hymnen und Gebete. Zweite Auswahl. Hinrichs, Leipzig 1911 (Der Alte Orient, 13. Jahrgang, Heft 1)
- Sumerische Kultlieder aus altbabylonischer Zeit. Hinrichs, Leipzig 1912.
- Akkadische Fremdwörter als Beweis für babylonischen Kultureinfluß. Hinrichs, Leipzig 1915.
- Das babylonische Neujahrsfest. Hinrichs, Leipzig 1925 (Der Alte Orient, 25. Jahrgang, Heft 3)
- Hethitische Gesetze aus dem Staatsarchiv von Boghazköi. unter Mitwirkung von Johannes Friedrich übersetzt von Heinrich Zimmern (= Der Alte Orient. Band 23, 2). Hinrichs, Leipzig 1926.
- Religion der Hethiter (= Bilderatlas zur Religionsgeschichte. Band 5). Scholl, Leipzig 1925.

Für ein vollständiges Schriftenverzeichnis siehe Franz Heinrich Weißbach: Zimmern-Bibliographie. In: Zeitschrift für Assyriologie und verwandte Gebiete 40 = NF 6 (1931) S. 144–162.